# In The Army Now
In The Army Now — сімнадцятий студійний альбом британського рок-гурту Status Quo, який вийшов 29 серпня 1986 року.

## Історія
Альбом став першим для групи після майже дворічної перерви. Є дебютною студійною роботою для Джона Едвардса і Джеффа Річа, котрі долучилися до гурту в 1985 році.
На підтримку альбому вийшло чотири сингли. Найуспішнішим стала кавер-версія пісні братів Болландів «You're in the Army Now», котра досягла в Британському чарті 2 місця. У російськомовному просторі трек набув додаткової популярності у вигляді кавер-стебу на текст Сергія Калугіна «Теперь ты в армии н…».

## Список композицій
1. Rollin' Home — 4:25
2. Calling — 4:03
3. In Your Eyes — 5:07
4. Save Me — 4:24
5. In the Army Now — 4:40
6. Dreamin' — 2:54
7. End of the Line — 4:58
8. Invitation — 3:15
9. Red Sky — 4:13
10. Speechless — 3:40
11. Overdose — 5:24

## Учасники запису
- Френсіс Россі — вокал, гітара
- Рік Парфітт — вокал, гітара
- Алан Ланкастер — бас-гітара
- Джефф Річ — ударні
- Енді Боун — клавішні